# Perry Owens
Commodore Perry Owens (Contea di Hawkins, 29 luglio 1852 – Seligman, 28 maggio 1919) è stato un pistolero statunitense.
Una delle sue più famose imprese, che lo consegnò alla storia della Frontiera, fu la sparatoria contro la famiglia Blevins avvenuta a Holbrook nel territorio dell'Arizona durante la Pleasant Valley War (1882-1892).

## Biografia
Owens nacque in una piccola fattoria nella contea di Hawkins da Oliver H. Owens e Fanny Carron. Il padre era stato così chiamato in onore del commodoro Oliver Hazard Perry, distintosi contro gli inglesi nella battaglia del Lago Erie, che era stato il punto di svolta della guerra anglo-americana. Il figlio fu chiamato Perry dalla madre, che perpetuò così la tradizione paterna, rafforzandola includendo nel nome anche "Commodore".
Poco dopo la sua nascita, la famiglia emigrò e costruì una fattoria a Liberty Township, nella contea di Hendricks (Indiana). All'età di 13 anni (o 16 secondo altre fonti), Commodore scappò di casa per sottrarsi alle violenze paterne e si spostò nel West, diventando un cowboy presso un ranch nel territorio indiano (oggi in Oklahoma) poi in Nuovo Messico, accompagnandosi però anche, come avrebbe in seguito confessato egli stesso, a tipi poco raccomandabili, rimanendo coinvolto nel contrabbando di whisky e nel furto di bestiame. In seguito diventerà un cacciatore di bisonti per la Atlantic and Pacific Railroad in Kansas e sarà probabilmente a seguito della compagnia ferroviaria che Owens arriverà a stabilirsi nei pressi della comunità di Navajo Springs, nella contea di Apache in Arizona, all'inizio degli anni 1880. Qui trovò lavoro occupandosi con successo di tenere lontani i ladri di cavalli dall'area della stazione ferroviaria e gli indiani Navajo che capitava depredassero i magazzini. In diversi scontri a fuoco si guadagnò presto la fama di grande tiratore e il soprannome di Iron Man e di "uomo fantasma" tra i Navajo, cui uccise diversi guerrieri.
Nel settembre del 1883, Owens fu arrestato dal US Indian Agent Denis Matthew Riordan per l'omicidio di un giovane ragazzo Navajo. Owens ammise di aver sparato e ucciso il giovane, ma dichiarò che questi che stava cercando di rubare dei cavalli. Owens fu successivamente assolto per l'omicidio da parte della giuria della contea di Apache.
Grazie alla sua reputazione di pistolero, Owens fu presto nominato sceriffo della contea di Apache. Owens godeva del sostegno dell'Apache County Stockgrowers Association (l'associazione degli allevatori della contea), oltre che dei mormoni e dei messicani. La nomina ufficiale all'ufficio di sceriffo avvenne nel novembre 1886: egli sarebbe stato responsabile di ben 54.850 km2 di territorio, più della superficie complessiva di New Hampshire e Vermont o poco meno della superficie dell'Italia nord-occidentale. Eletto con un margine di soli 91 voti sul candidato democratico Tomas Perez, Owens era ben voluto da gran parte della popolazione all'interno della sua giurisdizione. Un giornale dichiarò: « Il signor Owens è un uomo tranquillo e senza pretese, rigorosamente onorevole e onesto nei suoi rapporti con tutti gli uomini ed è immensamente popolare ».
Nel gennaio del 1887, poco dopo l'entrata in carica, a Owens furono affidati 14 mandati di cattura che erano stati lasciati irrisolti dal suo predecessore Jon "Don" Lorenzo Hubbell. Tra questi figuravano quelli per il pistolero mormone Lot Smith, per il fuorilegge Ike Clanton, precedentemente operante nei dintorni di Tombstone, e per il ladro di bestiame "Andrew Arnold Cooper", un alias per Andy Blevins. La gang dei Clanton e i Blevins Brothers avevano entrambi una famigerata reputazione in Arizona come ladri di bestiame e fuorilegge. I cittadini della contea di Apache si aspettavano che il nuovo sceriffo prendesse subito l'iniziativa contro le due bande. Lo sceriffo Owens iniziò il suo lavoro ripulendo e rimettendo immediatamente in sesto la lurida prigione della contea e i conti dell'ufficio, centellinando i fondi pubblici fino a tenere conto anche dei francobolli da utilizzare.
Newman Haynes Clanton, noto come Old Man, i suoi figli e i suoi Cowboys formavano una grande banda di ladri di bestiame e contrabbandieri. Il ranch dei Clanton, nei pressi di Tombstone, era usato per nascondere il bestiame rubato e quindi rimarchiarlo per poi rivenderlo. Il patriarca dei Clanton fu ucciso il 13 agosto 1881 nel Guadalupe Canyon Massacre quando truppe messicane attaccarono i contrabbandieri di bestiame vicino al confine messicano. Il posto di Old Man fu preso dal figlio Ike.
Ike Clanton e la sua famiglia erano stati per lungo tempo rivali dei fratelli Earp e Clanton aveva più volte minacciato di sterminarli. Le minacce di Ike istigarono il 26 ottobre 1881 la celeberrima sparatoria all'O.K. Corral.